# Molenrecht

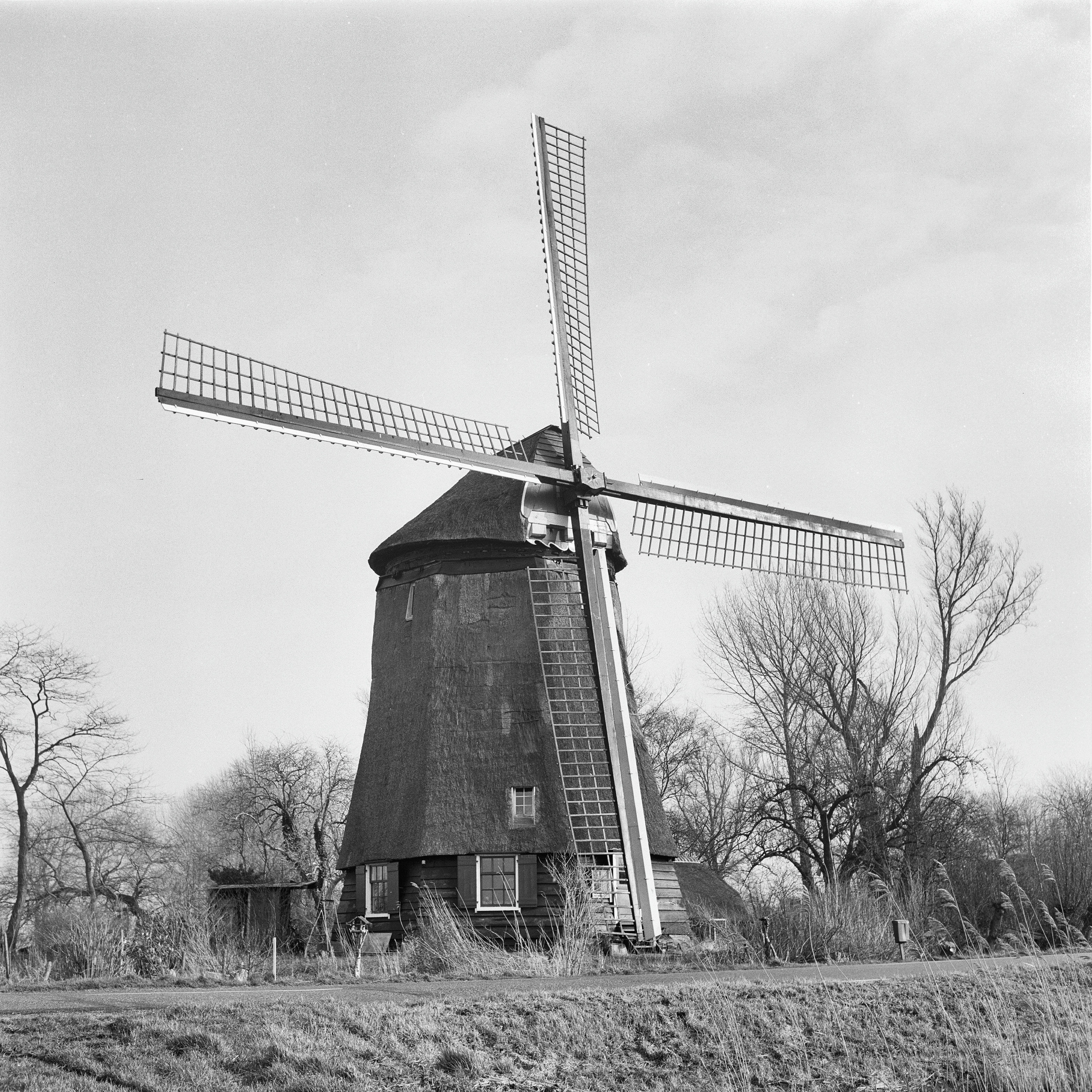
Molen, buitenzijde - Kortenhoef

Molenrecht, ook wel maalrecht of windregaal genoemd, is een juridisch begrip uit de middeleeuwen waarbij de eigenaar van een grondgebied iemand anders het recht gaf, op een bepaalde plek op dat gebied een molen te bouwen of een bestaande molen te bedrijven, in ruil voor een vergoeding in geld of natura. Het kon gaan om een windmolen of watermolen, bij een watermolen werd ook vaak een stuwrecht verleend, het recht om het water van een waterloop tot een bepaald peil op te stuwen en daarmee het rad van een watermolen in beweging te brengen.
Het molenrecht maakte met veel andere rechten deel uit van het zogenaamde feodale stelsel, dat door heel Europa (inclusief Engeland) op basis van plaatselijk geldend (gewoonte)recht, de bestuurlijke, sociale economische en militaire verhoudingen regelde. De eigenaar van grond gaf rechten die hij als eigenaar had in bruikleen aan anderen, ofwel de rechten werden verleend en konden te allen tijde terug worden genomen.

## Geschiedenis
Molens vervulden een belangrijke rol in de middeleeuwse economie, ze waren met name belangrijk voor de productie van levensmiddelen. De controle over molens in een regio lag dan ook bijna altijd bij de bestuurders. Door verlening van het molenrecht onder voorwaarden kon worden bepaald wie een molen mocht bouwen of beheren en wat de rechthebbende wel of niet mocht met een molen.
Molenaars konden tegen betaling van een jaarlijks bedrag, of leveringen in natura als zakken graan, het molenrecht pachten. Veelal werd de molen dan ook doorverpacht.
Van een molenrecht wordt al melding gemaakt in een molenbrief van 1187 van een molen te Aalter (West-Vlaanderen), de molenaar betaalde de graaf vier mud graan per jaar, te leveren aan het grafelijke pakhuis. Ook is er een akte van 1401 over een molen bij het kasteel te Well. De heren van Bleijenbeek hebben op de Meulenberg zo’n molen verpacht.

## Molendwang
Het molenrecht was gebaseerd op het windrecht of het waterrecht dat de eigenaar van grond had: het recht om wind te vangen respectievelijk het recht de stroming van een rivier te gebruiken. Bezit van een windrecht of waterrecht gaf de mogelijkheid regels voor gebruik van de molen op te stellen aan degenen die het molenrecht kregen en daarbij molendwang uit te oefenen. De bewoners van het gebied rond de molen werden in dat geval door de eigenaar van het windrecht verplicht hun goederen op de aangewezen molen te laten bewerken. Degene die het molenrecht had, moest controleren of dat daadwerkelijk gebeurde. De molen was daarmee een dwangmolen, ook wel genoemd banmolen. Concurrentie werd hiermee tegengegaan en de heer en de molenaar konden als monopolist hun eigen verdiensten vergroten. Uit onderzoek in de archieven van het dorp Vriezenveen is bekend, dat bewoners molens bouwden die door paardenkracht werden bedreven, rosmolens. Zo konden ze zich onttrekken aan de dwang die met het windrecht werd uitgeoefend, zonder de regels te breken.

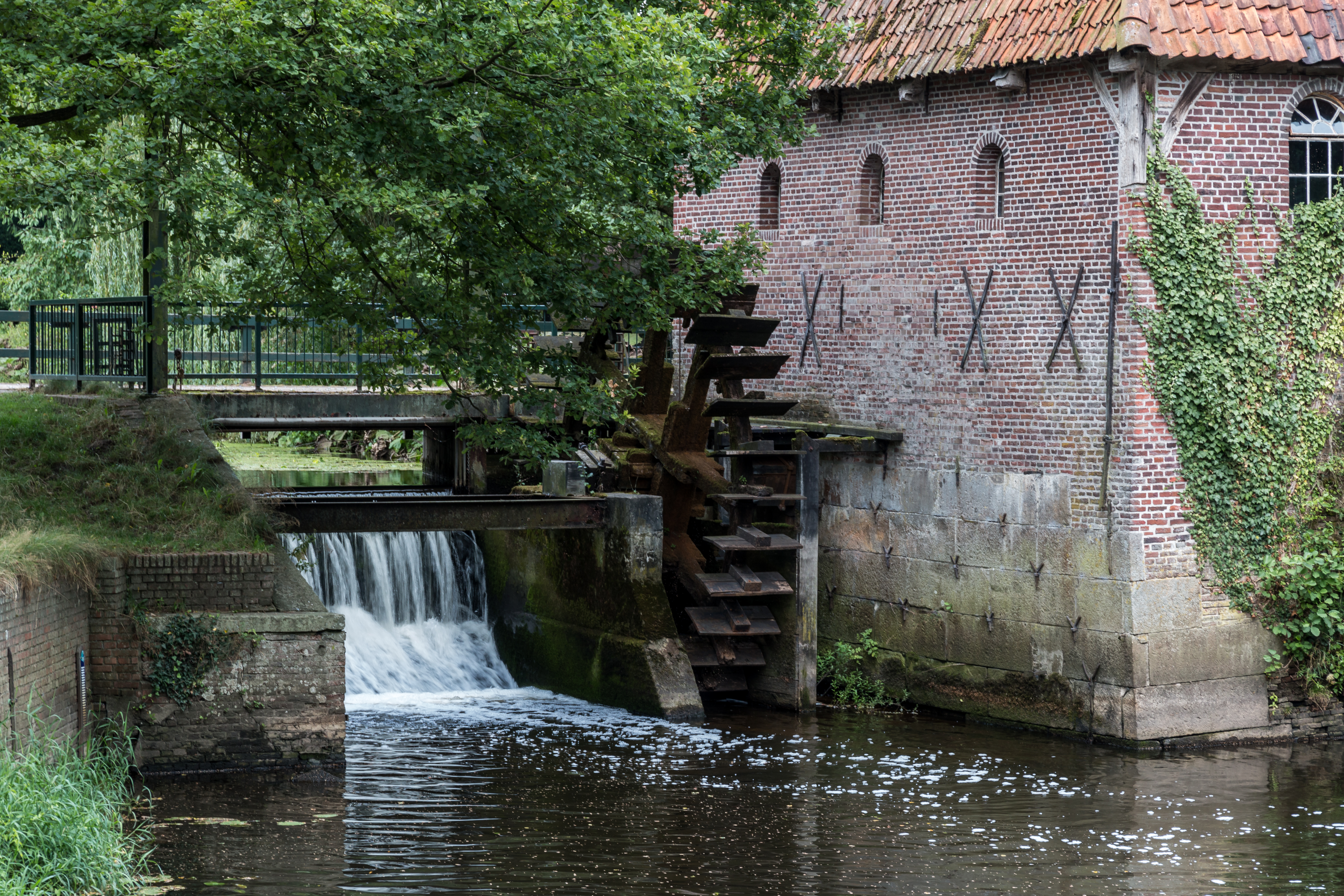
Watermolen Winterswijk, Berenschot's Watermolen

## Andere voorschriften
Molens moesten herkenbaar zijn en voorzien worden van een naam. In de Zaanstreek kozen veel molenaars voor de naam van een dier. Door een afbeelding van dit dier op de molen te plaatsen wisten ook analfabeten welke molen bedoeld werd. Ook werd het niemand toegestaan in de buurt van de molen iets te bouwen of op te richten wat voor windbelemmering zou kunnen zorgen. Handhaving van dit voorschrift werd bij waterpompende poldermolens soms een taak van de waterschappen en hoogheemraadschappen.

## Belastingheffing
Sinds de 17e eeuw werd belasting geheven op het laten malen van graan op de molen. Dit noemde men de belasting op het gemaal. Deze belasting werd in Nederland ten tijde van de Tachtigjarige Oorlog ingevoerd en werd pas in 1855 weer afgeschaft. Op grond van deze belasting werd het aantal korenmolens beperkt; dat gold echter niet altijd voor windmolens die geen graan maalden maar bijvoorbeeld zagen aandreven (zaagmolen) of gort pelden (pelmolen).

## Afschaffing
Na de Franse Revolutie is het feodale systeem afgeschaft en werd toegestaan om 'vrije molens' op te richten. In 1814 is de molendwang in Nederland onder koning Willem I bij koninklijk besluit afgeschaft. In de Franse Tijd zijn de heerlijke rechten als visrecht, jachtrecht of tolrecht komen te vervallen maar molen- en stuwrecht zijn dankzij een overgangswet uit 1829 na de invoering van het Burgerlijk Wetboek gebleven.